# بيل جولد
بيل جولد (بالإنجليزية: Bill Gold)‏ هو مصمم ومصمم جرافيك أمريكي، ولد في 3 يناير 1921 في نيويورك في الولايات المتحدة، وتوفي في 20 مايو 2018 في غرينيتش في الولايات المتحدة بسبب مرض آلزهايمر.